# اودویل
اودویل (به فرانسوی: Audeville) یک کمون در فرانسه است که در لوآره واقع شده‌است. اودویل ۱۲٫۷۱ کیلومتر مربع مساحت دارد.